# 蔡長海
蔡長海（1949年9月15日—），出生於臺灣嘉義縣布袋鎮，是醫生、企业家。
現任：中國醫藥大學暨醫療體系董事長、亞洲大學暨亞洲大學附屬醫院創辦人暨董事長、國家生技醫療產業策進會副會長、財團法人生技醫療科技政策研究中心董事、國家表演藝術中心董事、臺中市政府顧問、蔡長海教育基金會董事長、中國醫藥大學榮譽講座教授。
曾任：中國醫藥大學附設醫院院長、中國醫藥大學副校長、中國醫藥大學北港附設醫院院長、 中國醫藥大學附設醫院兒科部主任。總統府國策顧問、國家衛生研究院董事會董事、中華民國醫院協會理事長、財團法人醫院評鑑暨醫療品質策進會董事、中區SARS防治醫療資源整合指揮中心中區指揮官。

## 生平
畢業於中國醫藥學院醫學系。長庚醫院完成小兒科專科及小兒神經科次專科醫師訓練。赴美國西北大學芝加哥醫學中心接受小兒神經學訓練。日本帝京大學醫學博士。
1984年，擔任中國醫藥大學附設醫院小兒科主治醫師
1985年，接任中國醫藥大學附設醫院小兒科主任
1995年，升任中國醫藥大學附設醫院院長
1998年，協同由鉅建設董事長林增連先生等人捐資創辦亞洲大學
2001年，接任中國醫藥大學暨醫療體系董事長迄今
2018年4月，接任國家表演藝術中心董事會第二屆董事。2022年4月，續任國家表演藝術中心第三屆董事。

## 得獎榮譽
2001年，榮獲日本文化振興會國際文化榮譽獎(社會公益獎)
2003年，榮獲中部地區SARS防治醫療資源整合指揮中心中部指揮官，參與抗SARS工作著有功績獎
2007年，榮獲羅馬尼亞醫學科學院榮譽院士
2008年，榮獲中華民國醫師公會全國聯合會第一屆「台灣醫療典範獎」
2011年，榮獲第九屆國家公益獎
2012年，榮獲《遠見雜誌》華人企業領袖傑出領袖獎
2012年，榮獲跨領域學與高等教育學會「終身成就榮譽金質獎」
2013年，榮獲衛生福利部國家衛生一等獎章
2015年，榮獲中華民國科技管理學會科技管理獎最高榮譽「個人獎」
2015年，榮獲中華民國科技管理學會第16屆院士
2017年，榮獲中華民國私校文教協會「傑出教育事業家獎」

## 家庭
女兒蔡易臻畢業於日本帝京大學醫學系，目前為皮膚科專科醫師、信義公益基金會執行長。